# Justitiabrunnen (Regensburg)

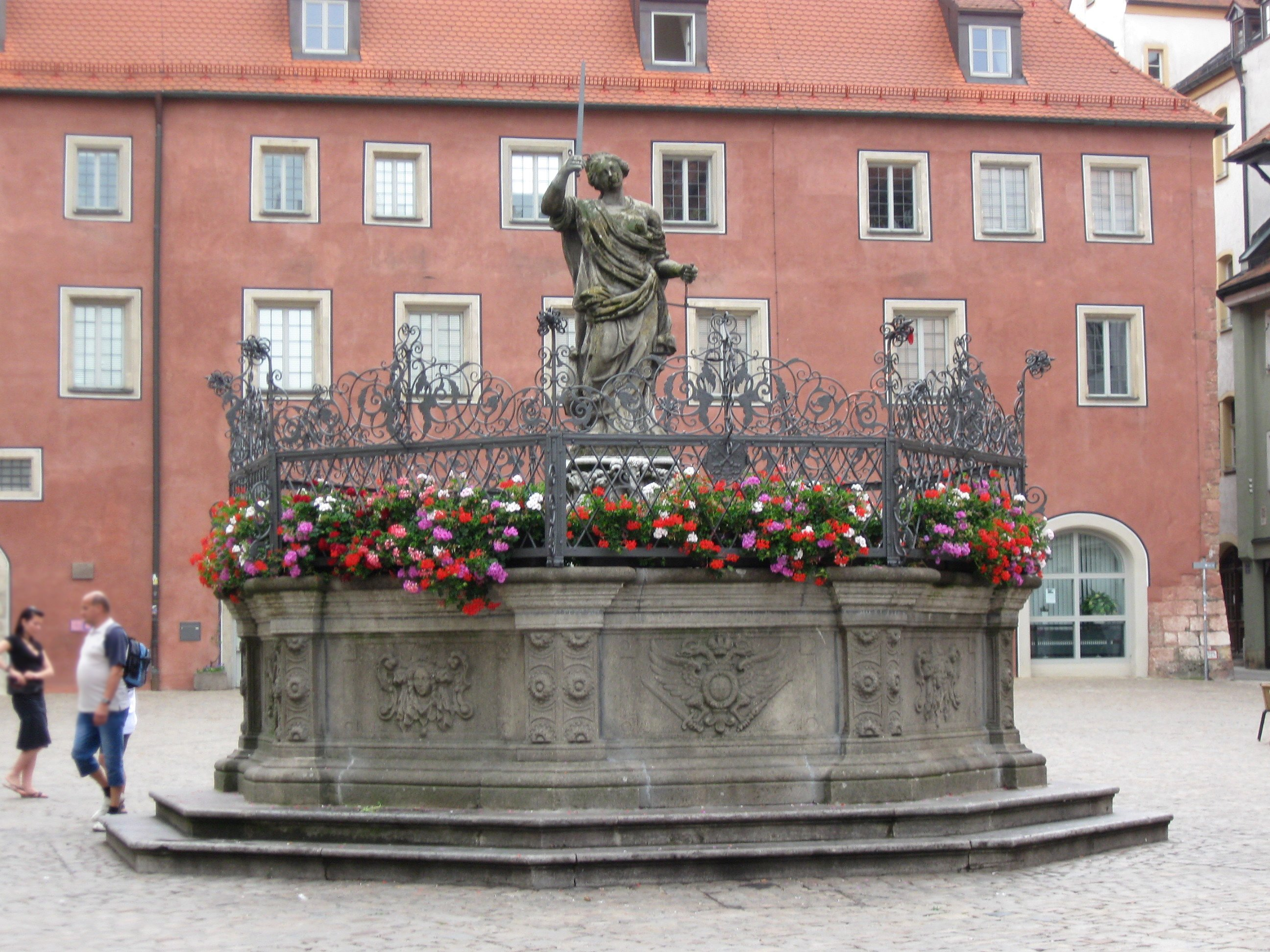
Justitiabrunnen am Haidplatz

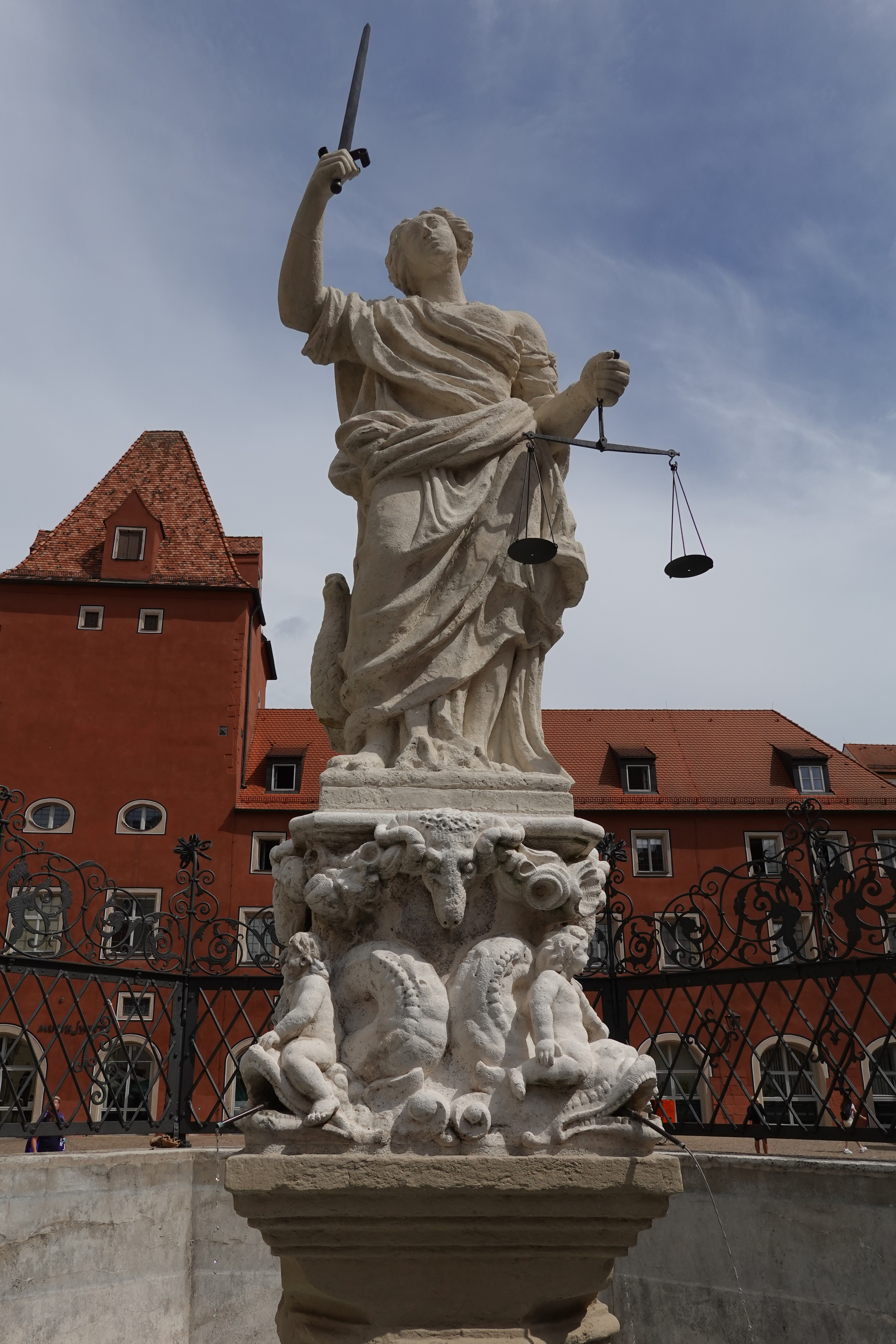
Justitia

Der Justitiabrunnen ist ein barocker Prachtbrunnen im Zentrum der historischen Altstadt von Regensburg. Er wurde 1656 von dem Bildhauer Leoprand Hilmer im Zuge des Neubaus der Wasserversorgung der Stadt geschaffen.
Erstmals wurde auf dem Haidplatz 1551 ein öffentlicher Brunnen errichtet. Gespeist wurde er über eine Leitung, die aus dem westlich gelegenen Dorf Dechbetten in die Stadt führte. Als diese Quellen die wachsende Bevölkerung Regensburgs nicht mehr in ausreichendem Maße versorgen konnten, beschlossen die Ratsmitglieder den Neubau einer Brunnstube am Eisbuckel. Mit dem Neubau der Wasserleitungen wurde auf dem zentralen Haidplatz der vorhandene Brunnen durch einen wesentlich größeren und prächtigeren ersetzt.
In der Mitte des achteckigen Brunnentroges aus Sandstein steht auf einem Steinsockel mit Brunnenstock, der unter anderem mit Wappen und Engelskartuschen geschmückt ist, eine Figur der Justitia, der Personifikation der Gerechtigkeit. Nach oben ausgestreckt hält sie in der rechten Hand ein Schwert und in der linken Hand eine Waage. Beide Attribute sind aus Schmiedeeisen. Ein Kranich als Symbol der Wachsamkeit und Klugheit findet sich in Fußhöhe der Justitia rechtsseitig. 
Umgeben ist die Figur von einem schmiedeeisernen Gitter mit ornamentalen Motiven aus dem Jahr 1592, das auf dem Beckenrand aufgesetzt ist.
Der Justitiabrunnen wurde bis in die zweite Hälfte des 19. Jahrhunderts über die barocke Leitung vom Eisbuckel mit Wasser gespeist. Erst mit dem Bau des Wasserwerks 1875 erfolgte der Aufbau einer modernen Wasserversorgung.
Der Brunnen mit seinem achteckigen Brunnenbecken, der allegorischen Brunnenfigur der Justitia und dem Ziergitter sind als Baudenkmal unter Schutz gestellt.